# Johan Tirén
Johan Tirén, född 12 oktober 1853 i Själevads socken, Västernorrlands län, död 24 augusti 1911 i Länna församling, Stockholms län, var en svensk målare.

## Biografi
Tirén var äldre bror till konstnären Karl Tirén. Vid sju års ålder flyttade Johan Tirén med sin familj till Oviken i Jämtland, där hans far fick tjänst som kyrkoherde. Han utbildade sig efter studentexamen på Tekniska skolan i Stockholm och åren 1877–80 på Kungliga Konstakademien i Stockholm, där han vann kungliga medaljen 1880 för tävlingsämnet "Loke fängslas av asarne". Tirén vann allmänhetens uppmärksamhet när han året därpå ställde ut "En Jämtlandssägen" på elevutställningen vid Akademien. Den stora duken är en klassisk Näcken-skildring, med spelmannen som en yngling i jämtlandsdräkt lyssnandes på Näckens fiolspel mitt i den skummande forsen; ett motiv där Zorn satt modell till spelmansfiguren.
Efter studier i Norrland vintern 1881 ställde han till våren ut tre lappmotiv, och lyckades få akademiskt resestipendium för att till hösten fara söderut, över Holland, Belgien, Paris till Oberbayern, där han fann miljöer liknande hembygden Jämtlands natur. Våren 1883 begav han sig till Rom där han fick order från akademiens direktör att bege sig till München för fortsatta studier. Tirén begav sig istället till Paris och tillbringade sedan sommaren i Danmark. Till hösten återvände han till Paris och studerade under Jean-Léon Gérôme, men intresserade sig aldrig för de motiv som Paris hade att erbjuda. När Tirén inte fick sitt resestipendium förlängt för inrikesresor i Sverige, bosatte han sig åter i Oviken 1883, en plats som han kom att förbli trogen i sitt skapande. Han skildrade främst det norrländska fjällandskapet samt samernas liv. 
Johan Tirén var starkt engagerad för samernas rättigheter och gjorde bland annat den starka målningen Lappar tillvaratager skjutna renar år 1892. Den blev ett inlägg i en omfattande diskussion om motsättningar mellan bofasta och samer i Härjedalen, den så kallade "Kulturkampen". Målningen var föranledd av illegal avskjutning av renar på anstiftan av brukspatronen William Farup på Ljusnedals bruk. Tirén finns representerad vid bland annat Nationalmuseum i Stockholm, Norrköpings Konstmuseum och Göteborgs konstmuseum.
År 1884 gifte Johan Tirén sig med Gerda Tirén, född Rydberg, och även hon konstnär. De fick sonen Nils Tirén och dottern Stina Tirén.
Friluftsfrämjandets logotyp är baserad på teckningen Den skidande lappen från 1900.

## Bildgalleri

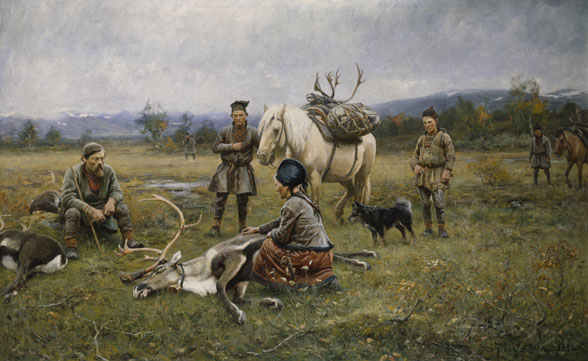
Lappar tillvaratager skjutna renar
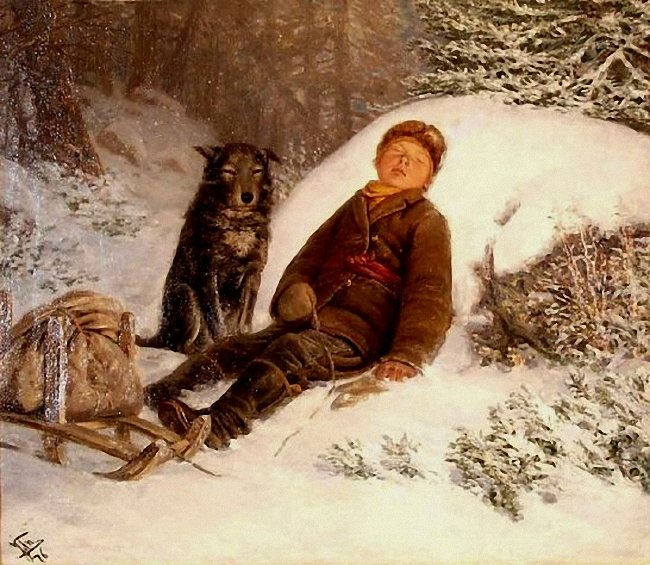
Pojke och varg, 1891
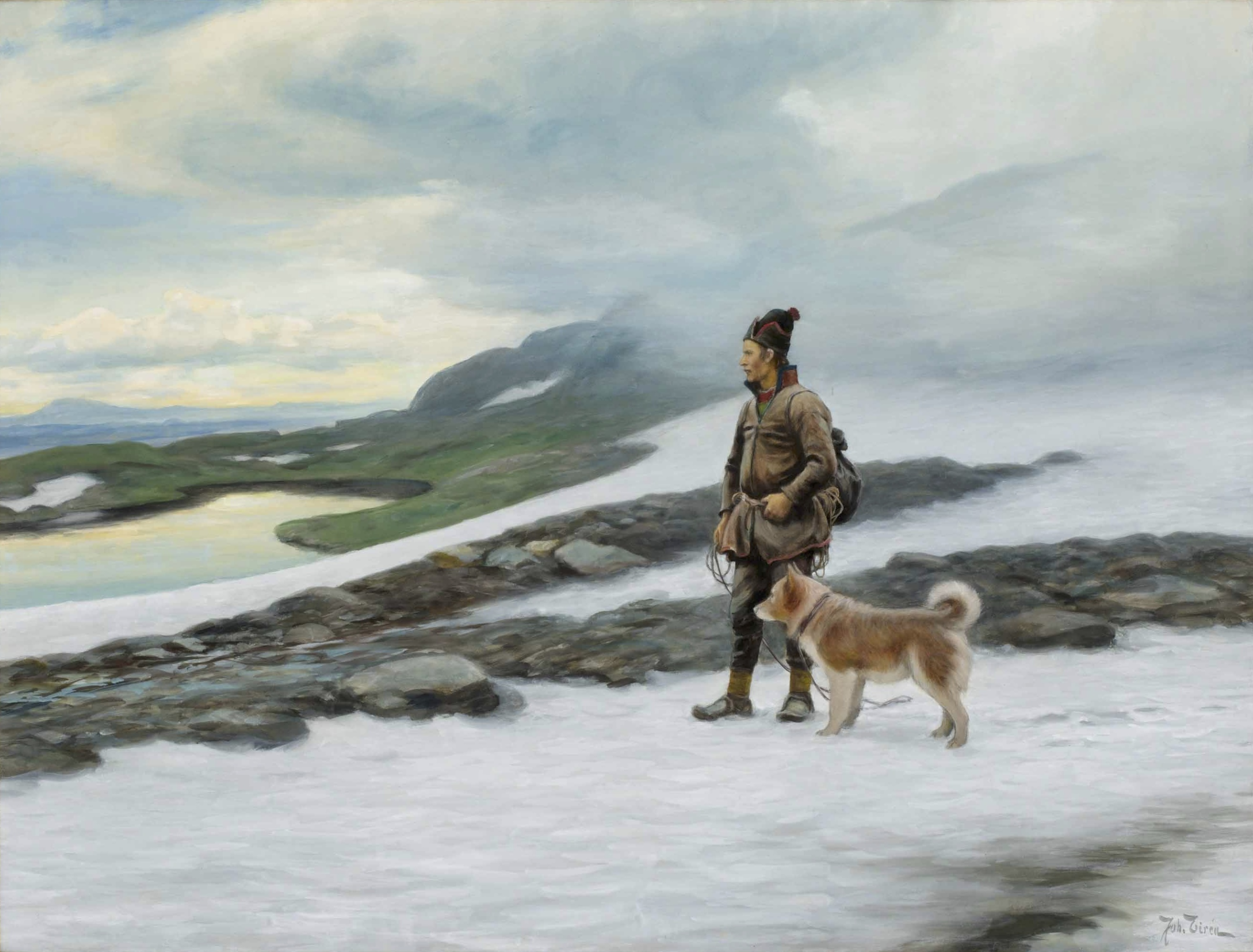
Same med hund
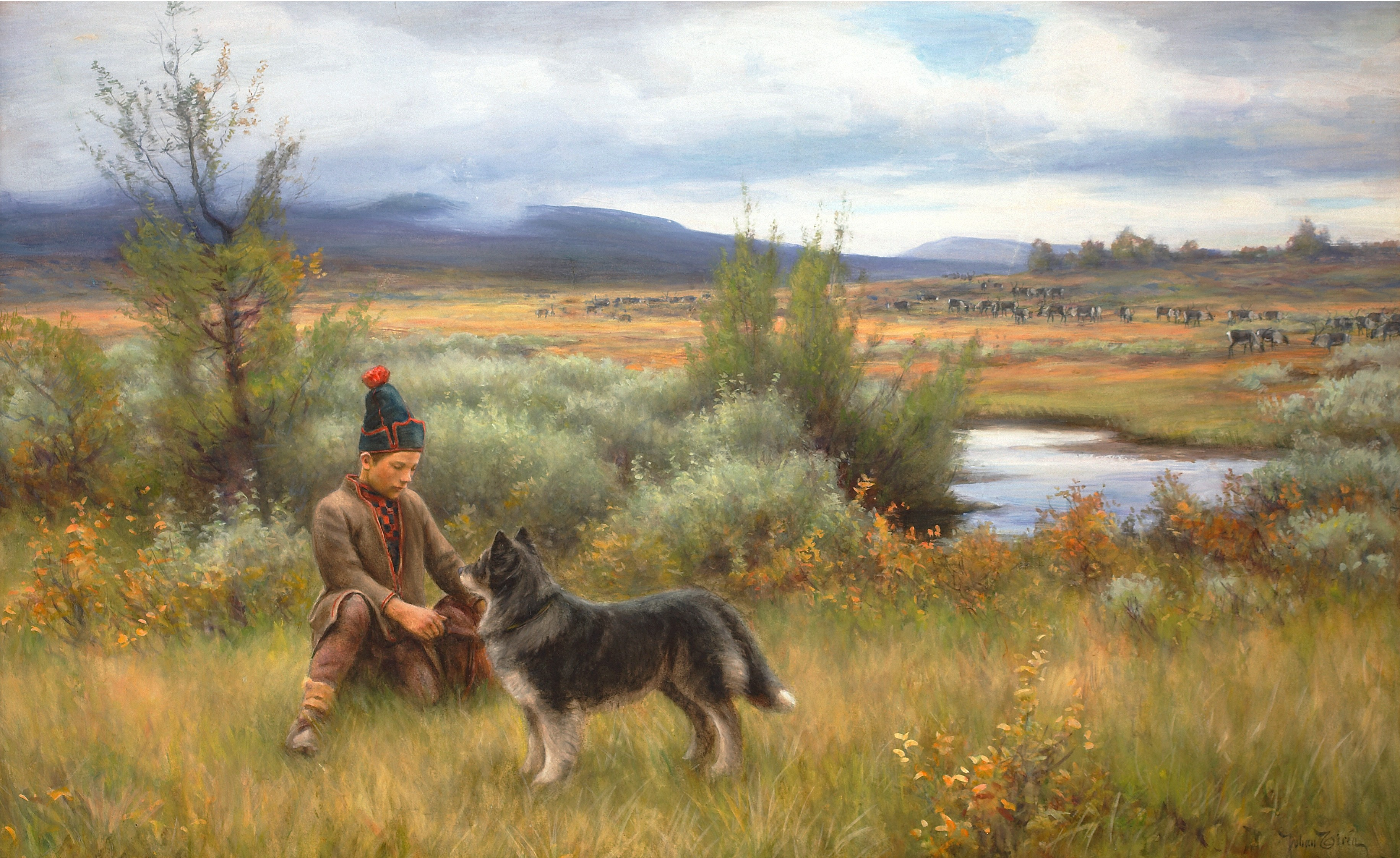
Samepojke leker med sin hund
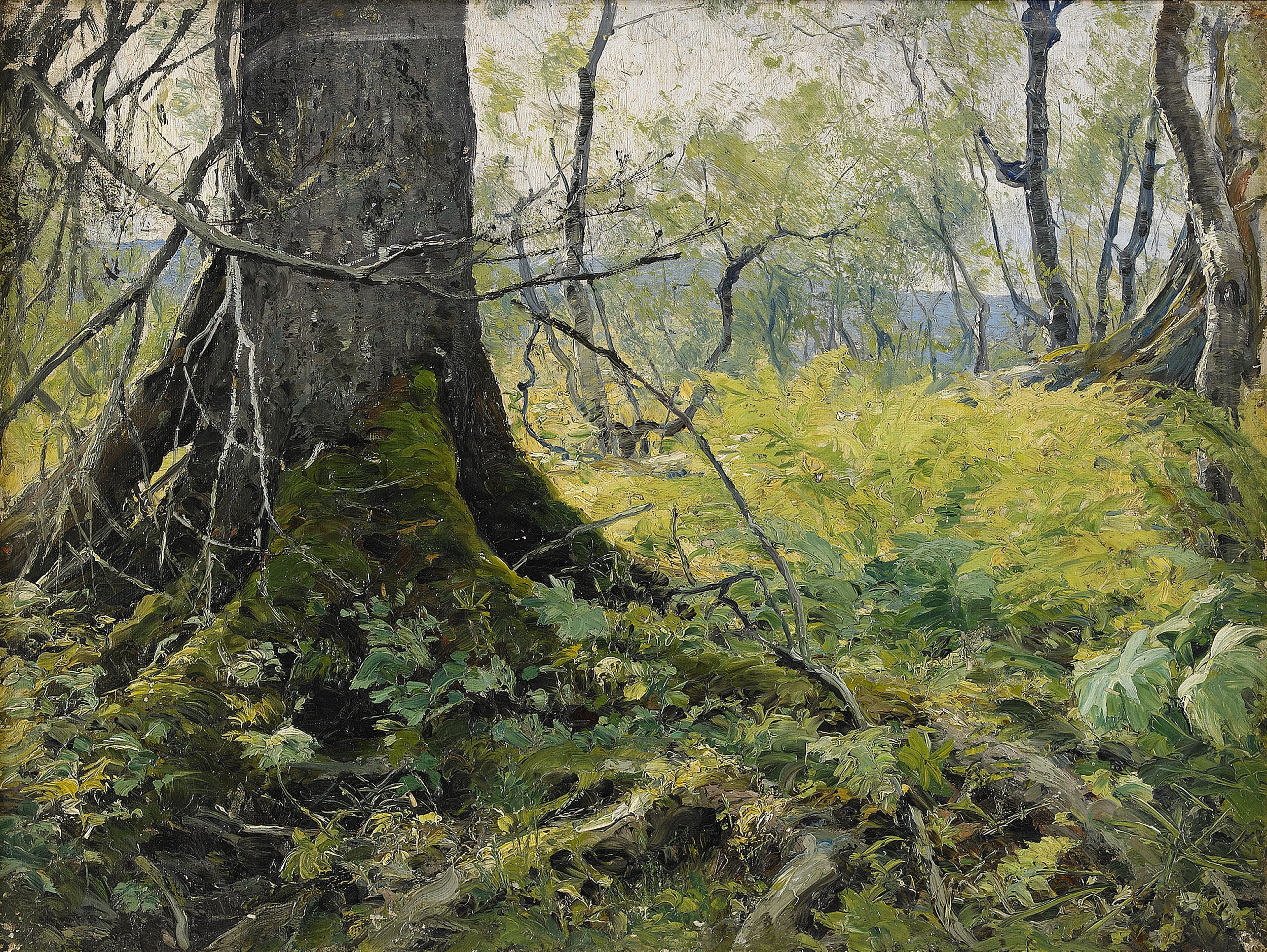
Fjällvegetation
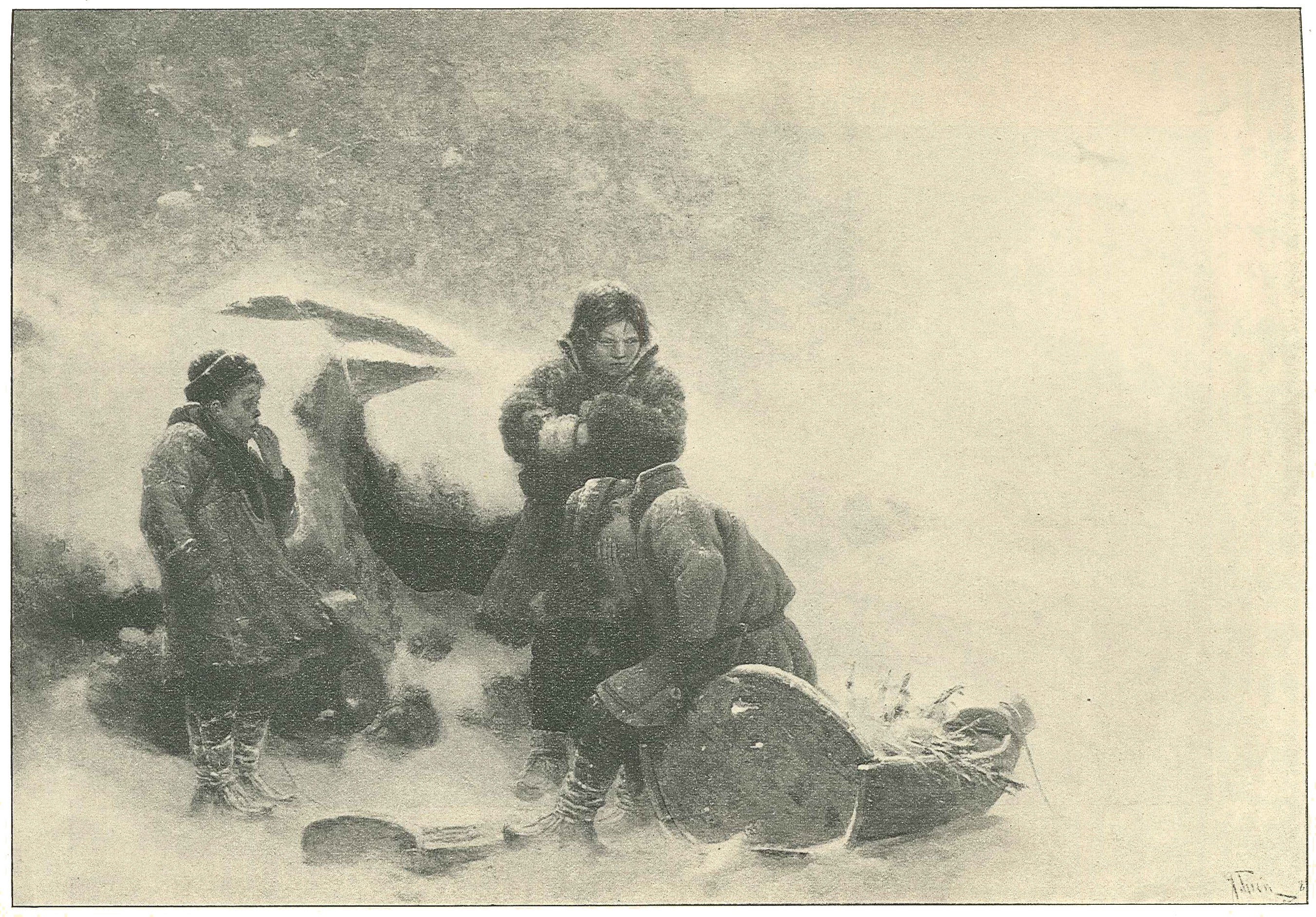
De vilsnegångna
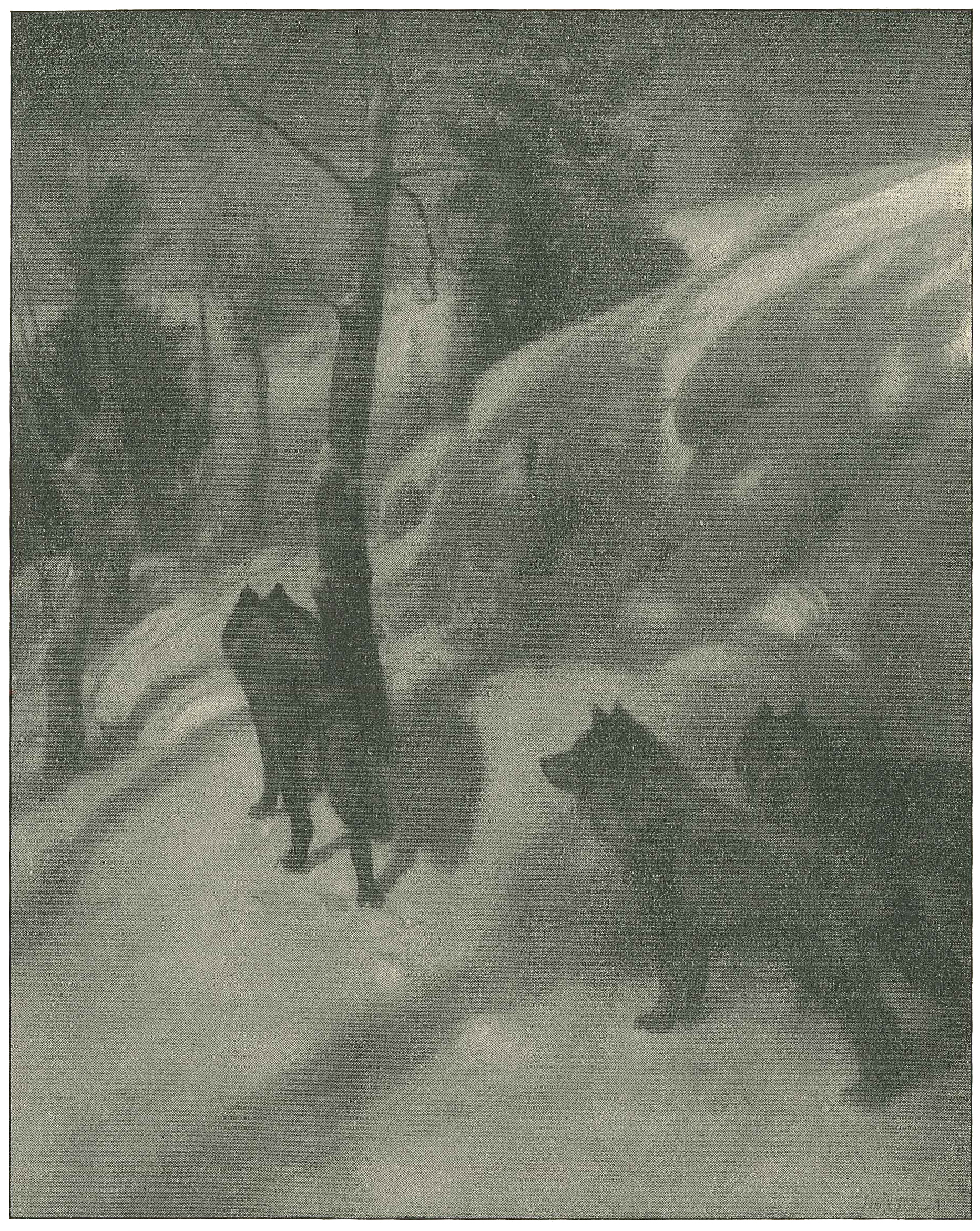
Vargar
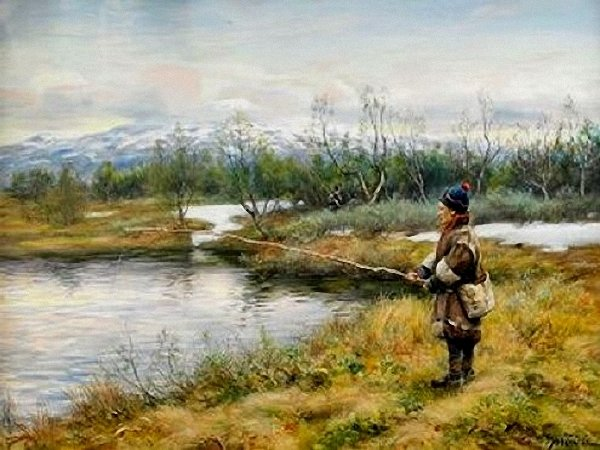
Fiske vid Snasahögarna, 1898
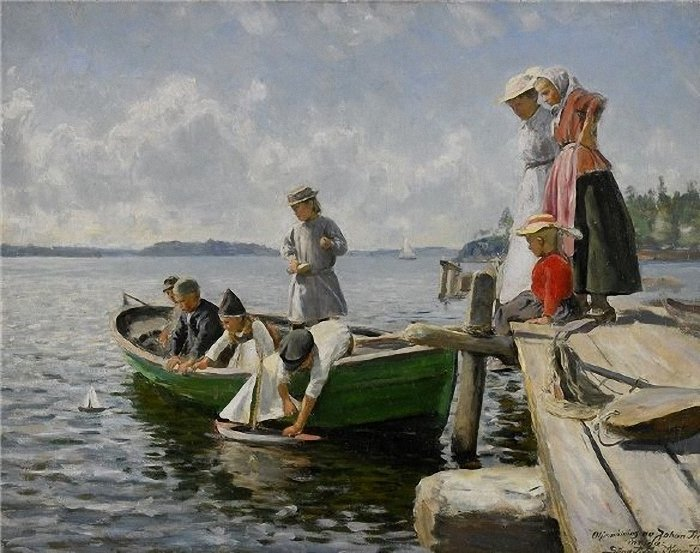
Sommardyll, 1900
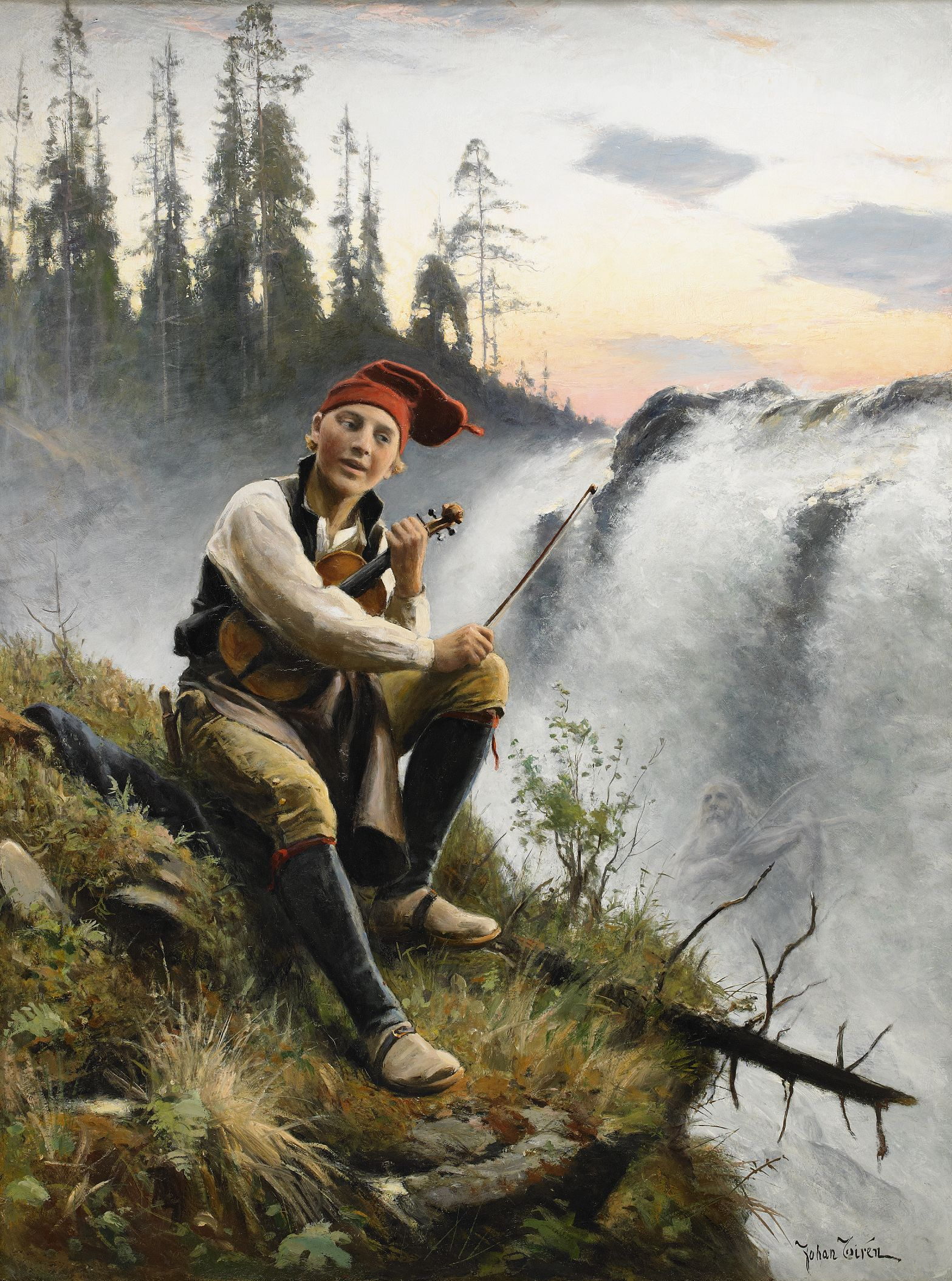
En Jämtlandssägen